# 苏哈吉
苏哈吉（Suhagi），是印度中央邦Jabalpur县的一个城镇。总人口8371（2001年）。

## 人口
该地2001年总人口8371人，其中男性4450人，女性3921人；0—6岁人口980人，其中男521人，女459人；识字率43.90%，其中男性为61.69%，女性为23.72%。